# Mallahalli, Mysore
Mallahalli là một làng thuộc tehsil Mysore, huyện Mysore, bang Karnataka, Ấn Độ.